# Magic Organa
Die Magic Organa ist ein selbstspielendes Akkordeon, das Anfang der 1930er Jahre von Hohner hergestellt wurde. Sie hat Tastatur-Attrappen und ist nicht manuell spielbar. Das Instrument bezieht die musikalischen Informationen von einer gelochten Notenrolle, die von einem Federwerk angetrieben wird. Die Stimmzungen werden durch Ziehen und Drücken des Balges mit Luft versorgt, wie bei einem herkömmliche Akkordeon. Ein kleiner zusätzlicher Blasebalg versorgt das aufwendige pneumatische Ventilsystem mit Unterdruck.
Optional konnten weitere mechanisch zu spielende Instrumenten angeschlossen werden, beispielsweise ein dafür passendes Schlagzeug. 